# 基維爾鎮區 (阿肯色州門羅縣)
基維爾鎮區（英語：Keevil Township）是位於美國阿肯色州門羅縣的一個行政鎮區。

## 地方資料
基維爾鎮區的面積為105.91平方千米，當中陸地面積為103.80平方千米，而水域面積為2.11平方千米。根據2010年美國人口普查的數據，當地共有人口171人，而人口密度為每平方千米1.61人。